# H. Robert Reynolds
H. Robert Reynolds (Canton, 10 aprile 1934) è un direttore d'orchestra e compositore statunitense.

## Biografia
H. Robert Reynolds è il direttore principale del Gruppo Fiati presso la Thornton School of Music della University of Southern California, dove detiene la cattedra H. Robert Reynolds in direzione dei fiati. Questo incarico seguì il suo ritiro, dopo 26 anni, dalla Scuola di Musica dell'Università del Michigan, dove aveva lavorato come professore di musica Henry F. Thurnau, direttore di gruppi universitari e direttore della divisione di studi strumentali. Oltre a queste responsabilità, è stato anche per quasi 30 anni il direttore della Detroit Chamber Winds and Strings, composto principalmente da membri dell'Orchestra Sinfonica di Detroit.
Reynolds ha diretto alla Carnegie Hall e al Lincoln Center (New York), Orchestra Hall (Chicago), Kennedy Center (Washington, DC), Powell Symphony Hall (St. Louis), Academy of Music (Philadelphia) e Walt Disney Concert Hall (Los Angeles). In Europa ha diretto la prima di un'opera per il Teatro alla Scala (Milano, Italia), e concerti al prestigioso Maggio Musicale (Firenze, Italia), al Tonhalle (Zurigo, Svizzera), e all'Olanda Festival nel Concertgebouw ( Amsterdam, Paesi Bassi), così come al 750º anniversario della città di Berlino. Ha ottenuto il plauso di numerosi compositori, tra cui Aaron Copland, Karel Husa, György Ligeti, Darius Milhaud, Gunther Schuller e molti altri per la sua interpretazione interpretativa delle loro composizioni.
Attualmente Robert Reynolds trascorre le sue estati dirigendo lo Young Artists Wind Ensemble presso il Boston University Tanglewood Institute. Questo programma lavora a stretto contatto con la Boston Symphony Orchestra e il Tanglewood Music Center. Il gruppo comprende giovani musicisti provenienti da tutto il Nord America ed esegue costantemente musica della massima difficoltà fino alla massima qualità. Condivide questa responsabilità con David Martins, direttore del Wind Ensembles presso l'Università di Boston.

## Premi e riconoscimenti
Reynolds è stato insignito del titolo di dottore honoris causa dalla Duquesne University e, inoltre, ha conseguito una laurea in educazione musicale e spettacolo presso l'Università del Michigan, dove era studente di direzione orchestrale di Elizabeth Green. Iniziò la sua carriera nelle scuole pubbliche del Michigan e della California (Anaheim HS) prima dell'inizio del suo insegnamento universitario di direzione orchestrale presso la California State University di Long Beach e l'Università del Wisconsin e prima del suo mandato all'Università del Michigan. Ha ricevuto la Citation of Merit dalla Music Alumni Association della Università del Michigan per il suo contributo ai molti studenti che ha influenzato durante la sua carriera e il Lifetime Achievement Award della Michigan Band Alumni Association. È anche membro onorario a vita della Southern California School Band and Orchestra Association.
Il professor Reynolds è stato presidente della National Band Directors Association e della Big Ten Band Directors Association. Ha ricevuto i più alti riconoscimenti nazionali da Phi Mu Alpha, Phi Beta Mu, la National Band Association e l'American School Band Directors' Association ed ha ricevuto la Medal of Honor dalla International Mid-West Band and Orchestra Clinic. Il Kappa Kappa Psi, la confraternita della banda nazionale, gli ha conferito la Medaglia per Distinto Servizio alla Musica. È destinatario di un tributo speciale dallo stato del Michigan ed è membro del comitato nazionale dei premi per la American Society of Composers, Authors, and Publishers (ASCAP) e nel 2001 ha ricevuto un premio nazionale da questa organizzazione per i suoi contributi alla musica americana contemporanea. Molti dei suoi ex studenti ora detengono posizioni dirigenziali nei principali conservatori e università e diversi sono stati presidenti nazionali della National Band Directors Association (CBDNA).